# FA Cup 2025-2026
La FA Cup 2025-2026 sarà la 145ª edizione della FA Cup, la più importante coppa nel calcio inglese e la competizione ad eliminazione diretta più antica del mondo. È sponsorizzata da Emirates. I turni preliminari inizieranno il 2 agosto 2025, con il torneo principale che inizierà nel mese di novembre 2025, mentre la finale si disputerà nel mese di maggio allo Stadio di Wembley.
Il Crystal Palace è la squadra campione uscente, avendo vinto il suo primo titolo nell'edizione 2024-2025.

## Calendario
La competizione sarà composta dalle 92 squadre del sistema Football League (20 squadre della Premier League e 24 squadre ciascuna dalla EFL Championship, EFL League One e EFL League Two) più le 32 squadre qualificate su 655 squadre del National League System (dal 5º al 9º livello del sistema calcio inglese) che inizieranno la competizione nei turni di qualificazione.
Tutti i turni sono stati estratti casualmente, di solito al termine del turno precedente o la sera dell'ultima partita in diretta televisiva di un turno in corso, a seconda dei diritti TV.
| Fase                    | Turno                           | Partite | Squadre   | Squadre entrate | Premio squadra vincente | Premio squadra perdente | Campionati entranti                                                                   |
| ----------------------- | ------------------------------- | ------- | --------- | --------------- | ----------------------- | ----------------------- | ------------------------------------------------------------------------------------- |
| Turni di qualificazione | Turno extra preliminare         | 223     | 446 → 223 | 446             | £1.125                  | £375                    | N&S&I Divisions One (95 squadre peggio piazzate e 32 neo-promosse), CC&HFL&SCEF&SSMFL |
| Turni di qualificazione | Turno preliminare               | 136     | 272 → 136 | 49              | £1.444                  | £481                    | N&S&I Divisions One                                                                   |
| Turni di qualificazione | Primo turno di qualificazione   | 112     | 224 → 112 | 88              | £2.250                  | £750                    | N&S&I Premier Division                                                                |
| Turni di qualificazione | Secondo turno di qualificazione | 80      | 160 → 80  | 48              | £3.375                  | £1.125                  | National North & South                                                                |
| Turni di qualificazione | Terzo turno di qualificazione   | 40      | 80 → 40   |                 | £5.625                  | £1.875                  |                                                                                       |
| Turni di qualificazione | Quarto turno di qualificazione  | 32      | 64 → 32   | 24              | £9.375                  | £3.125                  | National League                                                                       |
| Torneo principale       | Primo turno                     | 40      | 124 → 84  | 48              | £45.000                 | £15.000                 | Football League One, Football League Two                                              |
| Torneo principale       | Secondo turno                   | 20      | 84 → 64   |                 | £75.000                 | £20.000                 |                                                                                       |
| Torneo principale       | Terzo turno                     | 32      | 64 → 32   | 44              | £115.000                | £25.000                 | Premier League, Football League Championship                                          |
| Torneo principale       | Quarto turno                    | 16      | 32 → 16   |                 | £120.000                |                         |                                                                                       |
| Torneo principale       | Ottavi di finale                | 8       | 16 → 8    |                 | £225.000                |                         |                                                                                       |
| Torneo principale       | Quarti di finale                | 4       | 8 → 4     |                 | £450.000                |                         |                                                                                       |
| Torneo principale       | Semifinali                      | 2       | 4 → 2     |                 | £1.000.000              | £500.000                |                                                                                       |
| Torneo principale       | Finale                          | 1       | 2 → 1     |                 | £2.000.000              | £1.000.000              |                                                                                       |

## Turni di qualificazione
Le squadre che non sono membri né della Premier League né della English Football League gareggiano nei turni di qualificazione per assicurarsi uno dei 32 posti disponibili nel primo turno della fase finale. I turni di qualificazione cominciano il 2 agosto.

## Formato
Questa sarà la seconda edizione del torneo a non prevedere gare di replay in caso di parità nelle partite del torneo principale, come richiesto dai club di Premier League. La novità avrà la durata di 6 anni e si è resa necessaria vista l'aumento del numero di gare nelle competizioni UEFA, ma è stata criticata dai club di campionati inferiori a causa dell'importante opportunità di ricavo che rappresenta per essi .